# فيدروس (فيلسوف)
فيدروس (القرن الخامس قبل الميلاد) هو فيلسوف أثيني.
عاصر سقراط و أفلاطون، تحمل إحدى محاورات أفلاطون اسمه.